# Elsnicové z Elsnic
Elsnicové z Elsnic (německy Oelsnitz von der Oelsnitz) byl původně česko-míšeňský šlechtický rod, jehož společenské postavení bylo v předbělohorském období významné, i když se původně jednalo o nižší šlechtu. Historie rodu započala v míšeňském Krušnohoří, kde si, podle svého sídla v Oelsnitz, zvolili svůj přídomek.
V roce 1426 Fridrich z Elsnic, rychtář v Königsteinu, od roku 1423 pak kurfiřt a poddaný Fridricha I. Saského, dobyl hrad Rathen. Ve druhé polovině 15. století se příslušníci rodu usadili v Čechách.

## Elsnicové v Čechách
První zmínka o rodu Elsniců z Elsnic v Českém království pochází z roku 1471, kdy Hanuš z Elsnic (Hanns von Oelsnitz) koupil od Berků z Dubé hrad Lemberk. V roce 1492 k Lemberku přikoupil návarovské hradiště, které mu prodal Racek Cukr z Tanfeldu. Spolu s Hanušem přišel do Čech i jeho bratr Kryk z Elsnic. Jejich potomci poté získali mnoho dalších statků severně od Slaného. Titulář zemských desek z roku 1534 uvádí již tři jména rodu Elsniců, a to Kryštofa z Elsnic na Lemberku, Bedřicha z Elsnic na Svojkově a Volfa z Elsnic. Vzhledem k tomu, že Hanuš z Elsnic zemřel roku 1510, je pravděpodobné, že tito Elsnicové byli Hanušovi potomci. S největší pravděpodobností byl Kryštof syn Hanuše, Bedřich byl syn Kryštofa a Volf byl synem Bedřicha. Díky tomu, že Bedřich z Elsnic měl bratra Václava a oba měli početné rodiny, každý z nich stál na počátku významné rodové linie.

### Bedřichova linie
Bedřich z Elsnic se patrně narodil ještě na Lemberku a roku 1520 si vzal za manželku Annu Blektovou z Outěchovic. Po svatbě zakoupil panství na Svojkově, které před svou smrtí v roce 1543 věnoval své manželce. Po její smrti panství zdědili jejich synové Mikuláš, Volf, Kastulus, Jindřich a Jan. Z potomků zůstal na Českolipsku pouze nejmladší Jan z Elsnic, který v roce 1567 vyženil statky Valtínov a Hlemýždí. Spolu s manželkou Annou na svém panství nedokázali hospodařit, a tak ho museli brzy prodat a koupili si nemovitost v České Lípě. Po smrti Anny v roce 1593 se Jan Elsnic znovu oženil se Sabinou Melcerovou. Z obou manželství měl Jan mnoho potomků, kteří se po smrti otce 11. ledna 1603 v boji o dědictví znesvářili. Jako východisko z tíživé finanční situace zvolil druhý Janův syn Arnošt Elsnic z Elsnic sňatek s vdovou Lukrécií Penčíkovou, která vlastnila statky na Žandově a ve Stružnici. Po její smrti se Arnošt Elsnic z Elsnic staral o její syny z prvního manželství i o celé panství. Po porážce stavovského povstání 8. listopadu 1620 a následné konfiskaci byl v roce 1623 Arnošt Elsnic z Elsnic odsouzen ke ztrátě poloviny majetku, což ho přimělo k odchodu do exilu. Zemřel 10. května 1633 v saském Schandau. Jeho syn Jan Arnošt Elsnic se v roce 1631 účastnil tažení Sasů do Čech, kde okupoval statek Žandov, za což byl odsouzen a zbaven všech svých práv.

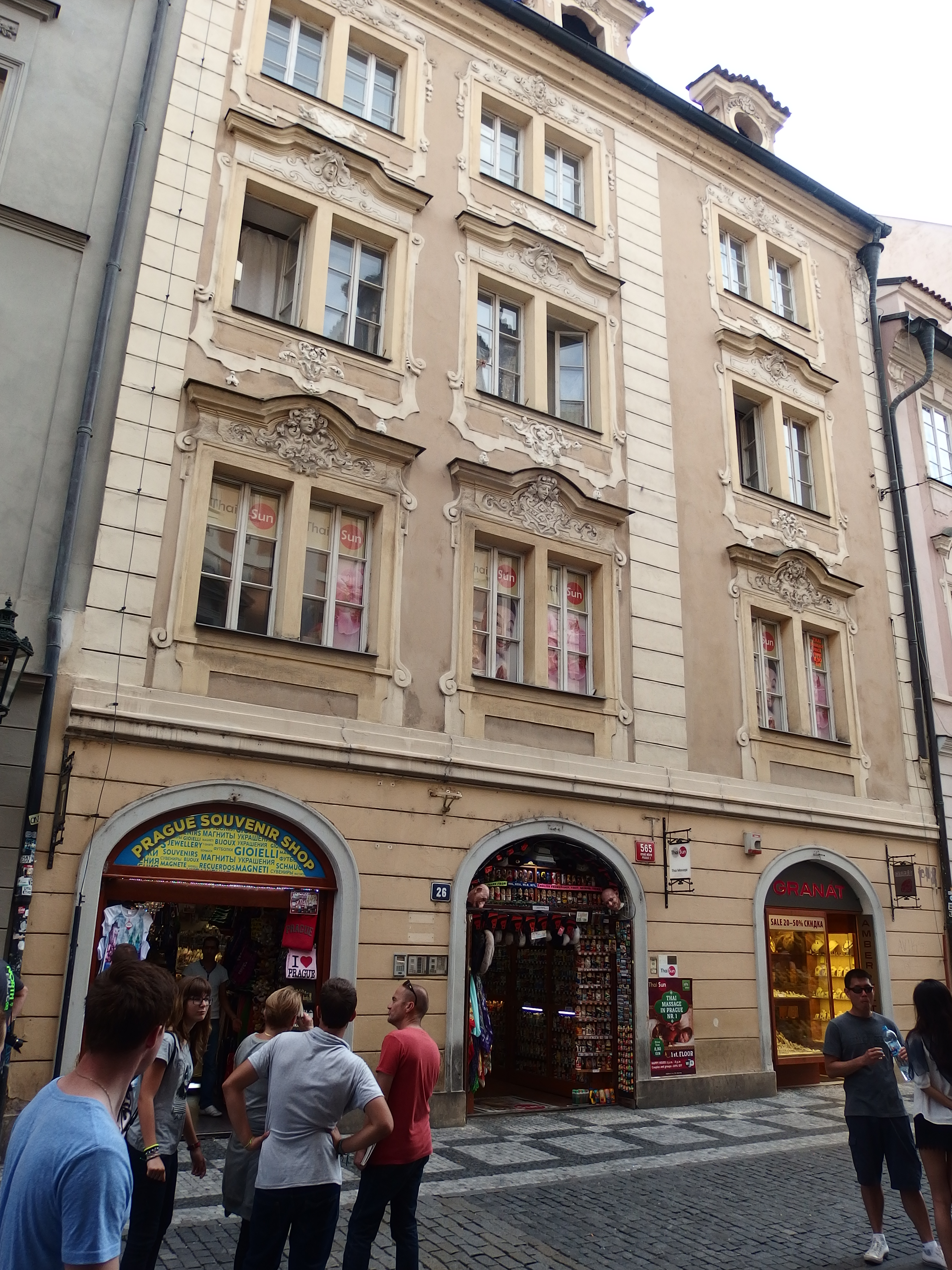
Elsnicův dům v Celetné ulici

### Václavova linie
Druhý Kryštofův syn Václav Elsnic z Elsnic se oženil s Ludmilou Raussendorfovou ze Špremberku, jejíž otec vlatnil panství Vrbičany. V manželství měli spolu osm děti, čtyři syny, Volfa, Bernarda, Krištofa a Karla, a čtyři dcery Maruši, Kateřinu, Alenu a Elišku. V roce 1553 Václav přikoupil ves Stradonice. Václav z Elsnic se postupně vypracoval do postavení hejtmana Slánského kraje, což mu umožnilo dosáhnout vyššího společenského postavení a především kontakty s nejvyššími zemskými pány, zastoupenými v Českém zemském sněmu. Pomoc těchto pánů potřeboval v době, kdy chtěl ze svého panství Vrbičany učinit dědičný statek, který byl doposud pouze lenním statkem. V roce 1575 požádal císaře Maxmiliána II. o získání tohoto práva pro statek Vrbičany. Císař vzápětí vyslal komisaře Zdeňka z Vartenberka a Jiřího z Martinic, aby vše sepsali. Než se vyřešily všechny náležitosti potřebné k převodu, císař Maxmilián II. zemřel. Václav se tedy obrátil na nového císaře Rudolfa II., ale do své smrti v roce 1581 se mu nepodařilo Vrbičany získat. V roce 1583 jeho synové panství Vrbičany zadlužili. Tento dluh se podařilo splatit až Bernardovi z Elsnic roku 1612.
Nejstarší syn Volf z Elsnic zemřel bezdětný. Druhý nejstarší syn Bernard z Elsnic zdědil Kobylníky a v roce 1590 přikoupil panství Čeradice a Milý. V roce 1613 pak Patokryje, Bílichov, Stradonice a dům v Celetné ulici. Bernard z Elsnic měl syny Bohuslava, Bohuchvala, Bernarda, Jana Jindřicha a Burjana, kteří si v roce 1620 mezi sebe rozdělili otcovy statky, ale při pobělohorské konfiskaci o všechno přišli. V roce 1628 odešli do saského exilu. Jan Jindřich z Elsnic žil s manželkou Dorotou a 7 dcerami v Žitavě. Také Bohuslav žil s manželkou Majdalénou Pfeffrkornovou v Žitavě, kde se jejich dcera Kateřina Alžběta provdala v roce 1661 za advokáta Thama ze Sebottendorfu.
Třetí syn Kryštof se oženil Kateřinou Kokovskou z Hertemberka, čímž získal ves Kokovice.
Čtvrtý Václavův syn Karel koupil v roce 1597 Evaň, kde pobýval s manželkou Annou ze Šlivic až do smrti, a pravděpodobně zde nechal postavit tvrz. Synové Karlovi, Václav, Kunrát a Melichar drželi po otci ves Evaň, kterou v roce 1619 prodali, ale peníze jim byly po bitvě na Bílé hoře v roce 1623 zkonfiskovány. V roce 1628, stejně jako potomci Bernarda, odešli Václavovi potomci do exilu. V roce 1638 se Václav z Elsnic vrátil do Čech, kde se stal lesníkem na Křivoklátském panství. Patrně od něho pocházeli Elsnicové usazení v letech 1670–1705 v Jaroměři. Potomci této rodiny zůstávali ve stavu rytířském a panském, především mimo území Čech.

## Exil
Dne 31. července 1627 Ferdinand II. Štýrský svým rekatolizačním mandátem nařídil, že nekatolická šlechta musí opustit zemi nebo konvertovat ke katolictví. Jen v tomto roce se z Čech vystěhovalo 185 šlechtických rodin. Exulanty přijímalo už od roku 1622 saské kurfiřtství, protože tehdy saského kurfiřta Jana Jiřího I. velmi pobouřilo vyobcování luterského duchovenstva z Čech.
Exulant Bohuslav Elsnic složil přísahu věrnosti v Pirně, ale v letech 1640–1641 žil v Žitavě. Jaroslav Elsnic byl v roce 1654 na seznamu exulantů v Žitavě. V roce 1641 žily v Žitavě rovněž Alžběta a Johanna Alžběta, které přísahu věrnosti novému zeměpánovi ještě nesložily.